# 393
| 393                |
| ------------------ |
| Dødsfald - Fødsler |
|                    |

| Gregoriansk kalender | 393 CCCXCIII            |
| Ab urbe condita      | 1146                    |
| Armensk kalender     | I/T                     |
| Kinesiske kalender   | 3089 – 3090 壬辰 – 癸巳 |
| Etiopisk kalender    | 385 – 386               |
| Jødisk kalender      | 4153 – 4154             |
| Hindukalendere       |                         |
| - Vikram Samvat      | 448 – 449               |
| - Shaka Samvat       | 315 – 316               |
| - Kali Yuga          | 3494 – 3495             |
| Iransk kalender      | 229 BP – 228 BP         |
| Islamisk kalender    | 236 BH – 235 BH         |

Se også 393 (tal)

## Begivenheder
- De sidste af antikkens olympiske lege afholdes. De forbydes herefter af den romerske kejser Theodosius den Store.